# Charles Jarrott (pilote automobile)
Pour les articles homonymes, voir Charles Jarrott.

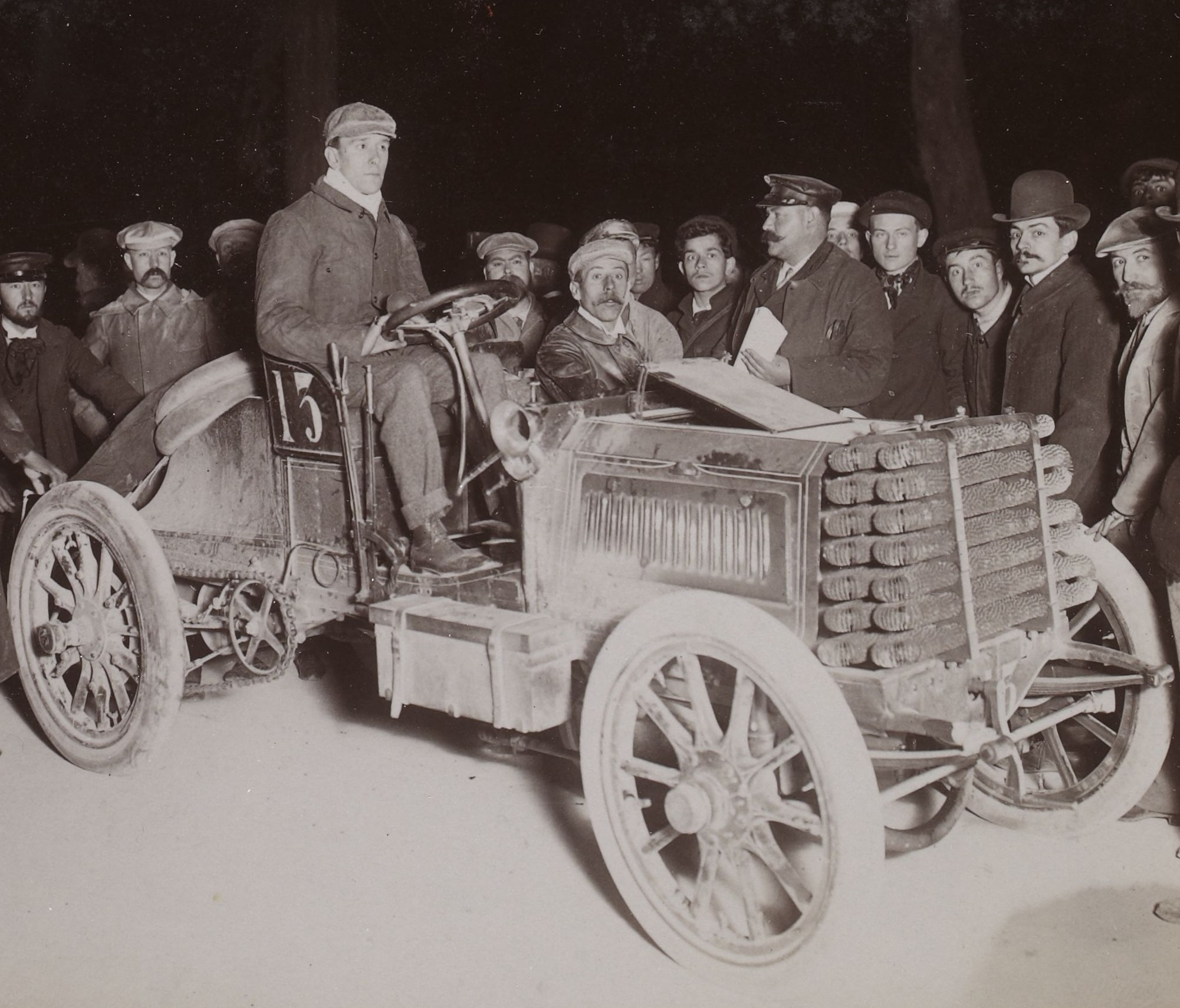
Charles Jarrott au Paris-Berlin 1901 (dixième sur Panhard).

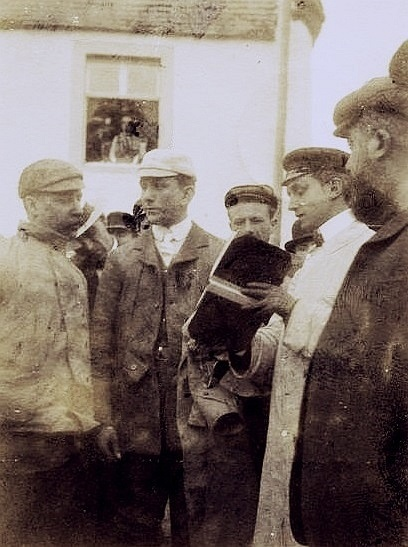
Jarrott victorieux en 1902...

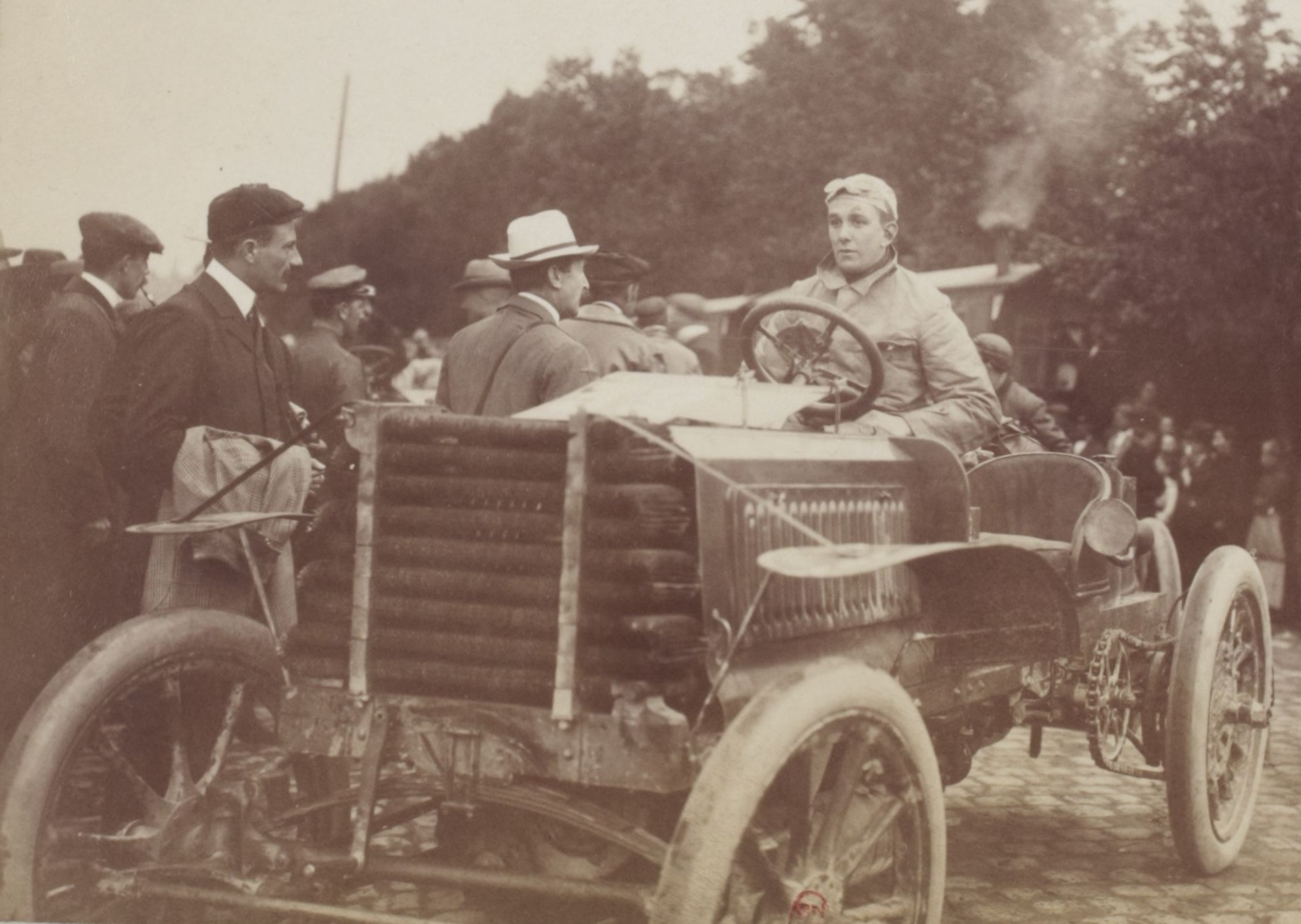
...au Circuit des Ardennes (sur Panhard).

Charles Jarrott (26 mars 1877 – 4 janvier 1944) est un pilote automobile, et homme d'affaires britannique.

## Biographie
Il s'est notamment illustré en remportant la première édition du Circuit des Ardennes en 1902, au volant de sa Panhard.
Il fut à partir de 1900 l'importateur britannique de la marque française, associé à l'un des directeurs de Dunlop Rubber, le politicien conservateur Harvey du Cros, lui-même importateur de Gladiator-Clément, puis Jarrott fonda la Charles Jarrott & Letts Ltd. avec W.M. Letts, toujours dans un but d'importation (société qu'il quitta en 1909).
En 1905 il fut l'un des membres fondateurs de The Automobile Association, qu'il présida par la suite jusqu'en 1922.
Durant la Première Guerre mondiale, il servit dans les Royal Flying Corps alors qu'il venait d'être nommé à la tête de Searle Unburstable Inner Tube Co..
En 1929 il commença à diriger Dim-Dazzle (Parent) Co., et en 1935 il devient le Président de la Professional Drivers Association nouvellement créée. 
Il est le père du cinéaste Charles Jarrott.

## Palmarès complémentaire
(coureur de 1900 à 1904)
- 1900: course de côte de Tilburstowe Hill (Godstone), sur De Dion 6HP tricycle[1];
- 1902: kilomètre de Welbeck[2];
- 1902: 3e du Paris–Arras–Paris, sur Panhard et Levassor;
- 1903: 4e du Paris-Madrid, sur de Dietrich;
- 1901: 10e du Paris-Berlin, sur Panhard et Levassor[3];
- 1903: participation au Paris-Vienne sur Panhard et Levassor, et au circuit des Ardennes sur de Dietrich;
- 1903 et 1904: participation à la Coupe Gordon Bennett.

## Liens externes

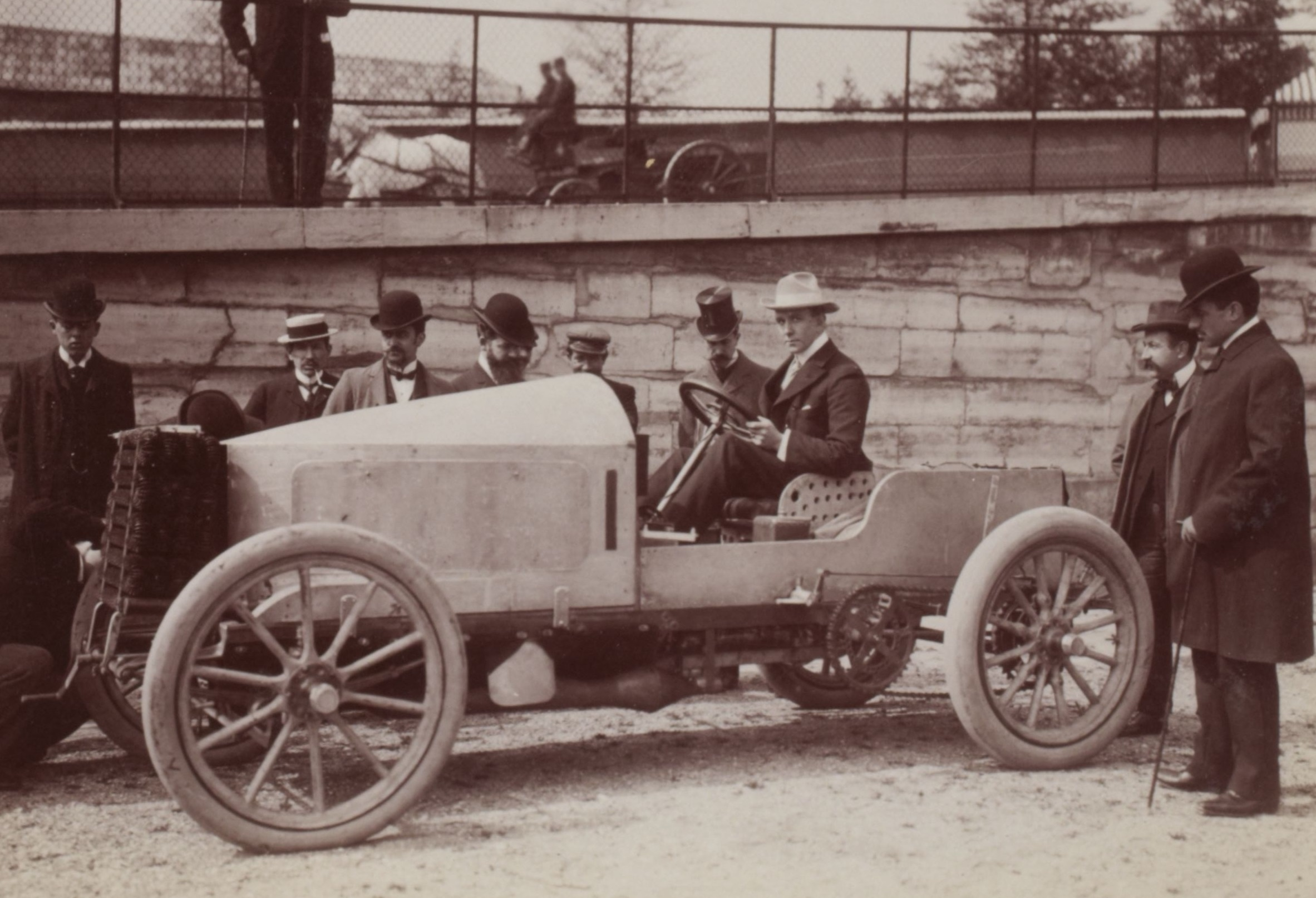
Charles Jarrott sur de Dietrich au départ du Paris-Madrid 1903.